# Sülzegrund
Sülzegrund, Magdeburg-Sülzegrund – dzielnica miasta Magdeburg w Niemczech, w kraju związkowym Saksonia-Anhalt.